# Peter Humphry Greenwood

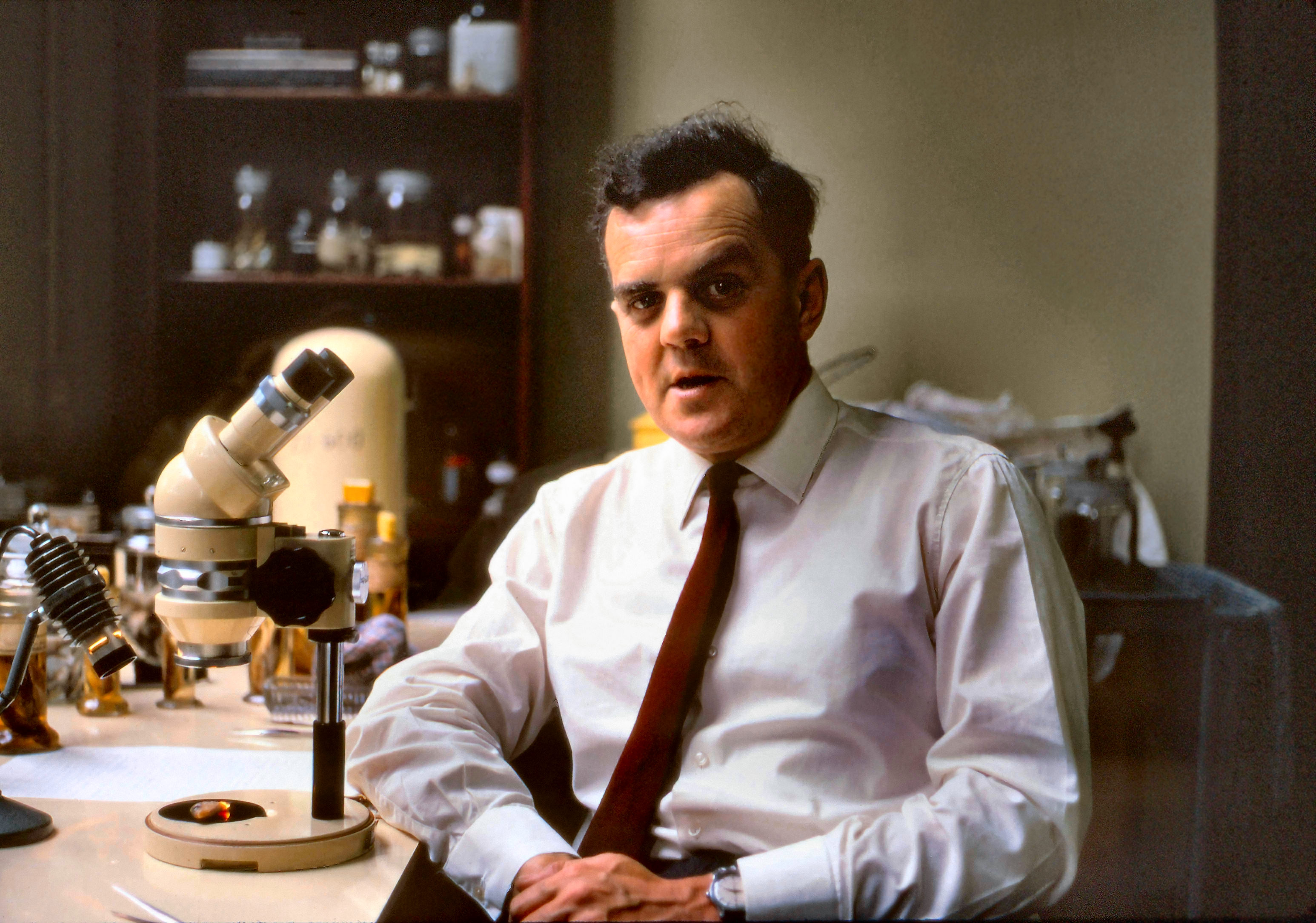
Peter Humphry Greenwood im Jahr 1968

Peter Humphry Greenwood (* 21. April 1927 in Redruth; † 3. März 1995 in London) war ein britischer Ichthyologe. Sein Forschungsschwerpunkt waren die Buntbarsche (Pseudocrenilabrinae) des Victoriasees und andere Fische der Afrikanischen Großen Seen.

## Leben
Als Greenwood 18 Monate alt war, wanderte die Familie von Cornwall nach Südafrika aus, wo sein Vater als Bergarbeiter tätig war. 1944 trat er in die Südafrikanischen Seestreitkräfte ein und wurde zur Royal Navy abkommandiert, wo er als Vollmatrose in den Gewässern vor Java und Sumatra Kampfeinsätze gegen Japan hatte. 1946 kehrte er nach Südafrika zurück und begann ein Medizinstudium an der Witwatersrand-Universität. Bald darauf wechselte er zur Zoologie. Nach seiner Graduierung zum Bachelor of Science im Jahr 1950 ging er zur Vorbereitung seiner Ph.D.-Dissertation zum British Museum of Natural History nach London, wo ihn Ethelwynn Trewavas in die Problematik der Buntbarsche des Victoriasees einführte. Im Jahr 1950 heiratete er Greenwood Marjorie George. Aus dieser Ehe gingen vier Töchter hervor. Zwischen 1950 und 1951 war er sechs Monate Forschungsstipendiat bei der East African Fisheries Research Organisation in Jinja, am Ufer des Victoriasees in Uganda. 1951 folgten weitere sieben Jahre als Forschungsmitarbeiter in Uganda, was dazu führte, dass er seine Pläne für eine Promotion aufgab. Von 1958 bis 1959 war er wissenschaftlicher Mitarbeiter und von 1959 bis 1967 war er wissenschaftlicher Leiter und Kurator an der ichthyologischen Abteilung des Natural History Museum in London. Von 1964 bis 1975 war er Mitglied des Unterkomitees des Internationalen Biologischen Programms für die Bewirtschaftung von Binnengewässern. 1965 war er wissenschaftlicher Mitarbeiter am American Museum of Natural History. Von 1967 bis 1985 war er wissenschaftlicher Leiter am Natural History Museum. Von 1967 bis 1974 war Greenwood Vorsitzender des Unterkomitees des Internationalen Biologischen Programms der Royal Society am Georgsee, bei dem die Limnologie und Biologie des ugandischen Sees untersucht wurde. Greenwood leitete das Untersuchungsteam von London aus, ergänzt durch Besuche vor Ort. Von 1976 bis 1979 war Greenwood Präsident der Linnean Society of London. 1977 wurde er Mitarbeiter am J. L. B. Smith Institute of Ichthyology in Grahamstown. 1979 war er Gastprofessor für Ichthyologie an der Harvard University. Von 1985 bis 1989 war Greenwood stellvertretender wissenschaftlicher Direktor am Natural History Museum, ab 1990 war er Gastforscher. 1992 war er Lehrbeauftragter an der Universität Bergen. 
Greenwoods Leidenschaft für das Meer und die Fische wurde von Fischereitouren in der Kindheit, seiner Zeit in der Marine und der Entdeckung des Quastenflossers vor der Küste East Londons im Jahr 1938 geprägt.

## Ehrungen und Dedikationsnamen
1963 erhielt Greenwood die Scientific Medal der Zoological Society of London. 1972 wurde er zum Ehren-Auslandsmitglied der American Society of Ichthyologists and Herpetologists gewählt. 1982 erhielt er die Medal for Zoology der Linnean Society of London. 1984 wurde er Auslandsmitglied der Schwedischen Akademie der Wissenschaften. 1985 wurde er zum Fellow of the Royal Society (FRS) gewählt. 1991 erhielt er die Ehrendoktorwürde der Rhodes-Universität in Südafrika. 1983 benannte Max Poll die Gattung Greenwoodochromis zu Ehren von Peter Humphry Greenwood. Ole Seehausen und Niels Bouton benannten im Jahr 1998 die Buntbarschart Haplochromis greenwoodi nach Greenwood.

## Schriften (Auswahl)
- Fishes of Uganda, 1958 (2. Auflage, 1966)
- Fossil Vertebrates, 1967 (mit Colin Patterson und Roger Steele Miles)
- Interrelationships of Fishes, 1973 (mit Colin Patterson und Roger Steele Miles)
- The Cichlid Fishes of Lake Victoria: the biology and evolution of a species flock, 1974
- A History of Fishes, 1975 (2. überarbeitete Auflage des Werks von John Roxborough Norman aus dem Jahr 1931, mit Colin Patterson)
- The Haplochromine Fishes of the East African Lakes, 1981